# Avenue Camille-Flammarion
L'avenue Camille-Flammarion (en occitan : avenguda Camille Flammarion) est une voie de Toulouse, chef-lieu de la région Occitanie, dans le Midi de la France.

## Situation et accès

### Description
L'avenue Camille-Flammarion est une voie publique. Elle se trouve à la limite des quartiers Marengo et Jolimont dans le secteur 4 - Est.

### Voies rencontrées
L'avenue Camille-Flammarion rencontre les voies suivantes, dans l'ordre des numéros croissants (« g » indique que la rue se situe à gauche, « d » à droite) :
1. Rue Johannes-Kepler
2. Rue Picard (g)
3. Allée des Acacias (g)
4. Rue de l'Obélisque (g)
5. Rue du Dix-Avril (g)
6. Rue Léon-Jouhaux - accès piéton (g)
7. Avenue de l'Observatoire

### Transports
L'avenue Camille-Flammarion se trouve à proximité de la station de métro Jolimont, sur la ligne de métro , où se trouve également le terminus de la ligne de bus 37.
Il existe plusieurs stations de vélos en libre-service VélôToulouse à proximité immédiate de l'avenue Camille-Flammarion : les stations no 5 (face 5 rue René-Leduc) et no 251 (26 avenue Léon-Blum). Cette dernière, située sur la pente de la butte du Calvinet, est depuis 2017 considérée comme une station Bonus, qui permet de cumuler du temps supplémentaire pour les abonnés qui y ramènent leur vélo.

## Odonymie

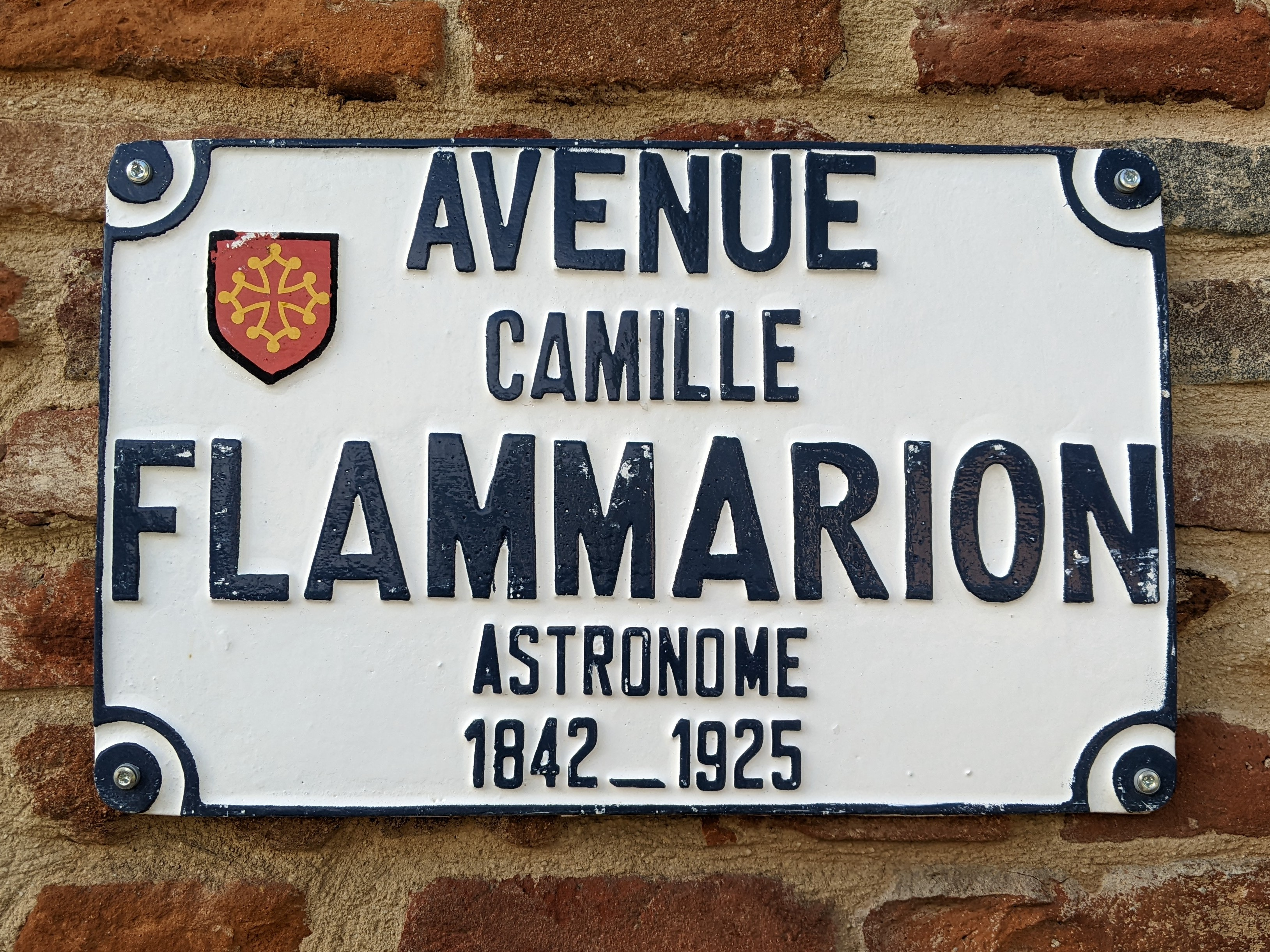
Plaque de rue de l'avenue.

L'avenue porte le nom de Camille Flammarion (1842-1925), astronome français. Il est le frère d'Ernest Flammarion, fondateur de la maison d’édition et librairie Flammarion, et l'époux de Sylvie Hugo, nièce de Victor Hugo, puis de Gabrielle Renaudot, astronome elle aussi. D'ailleurs, plusieurs voies du quartier de Marengo-Jolimont portent le nom d'astronomes, tels que la rue Benjamin-Baillaud, la rue Garipuy, la rue Johannes-Kepler, la rue Urbain-Le Verrier et la rue Frédéric-Petit.
L'avenue est, lorsqu'elle est aménagée en 1860, désignée dans sa première partie comme l'avenue de l'Observatoire, puisqu'elle dessert l'observatoire de la ville. La deuxième partie est en revanche le chemin de Marengo. En 1935, Gabrielle Renaudot vient à Toulouse, à l'invitation de la Société d'astronomie populaire de la ville. Elle est reçue par la municipalité d'Antoine Ellen-Prévot, qui propose de baptiser l'avenue du nom de son époux, ce qui est réalisé l'année suivante.

## Patrimoine et lieux d'intérêt

### Œuvres publiques
- Colonne du 10 avril 1814.  Inscrit MH (1991)[10].
Un obélisque est élevé entre 1835 et 1839 sur les plans de l'architecte Urbain Vitry pour commémorer la bataille du 10 avril 1814. Il est entièrement bâti en brique. Il repose sur un socle de plan carré, large de 4 mètres et haut de 5,5 mètres, surmonté d'un fronton sur chaque face et d'acrotères à chaque angle. Il porte sur trois côtés par l'inscription "Bataille du 10 avril 1814" - "Aux braves morts pour la patrie" - "Toulouse reconnaissante". Le dernier côté est percé d'une porte qui mène à un escalier intérieur permettant d'accéder au sommet[11].

- monument aux morts des quartiers Colonne, Marengo, Arago, Chaumière et Juncasse.
Le monument aux morts des quartiers Colonne, Marengo, Arago, Chaumière et Juncasse est érigé à la suite d'une souscription publique, lancée en novembre 1919. Il est inauguré le 10 avril 1921 en présence des membres du comité de quartier, d'associations d'anciens combattants, de famille de soldats, de militaires, représentés par le général Bousquet du 17e corps d'armée, et de personnalités politiques locales, dont le député et conseiller général Joseph Gheusi. Le monument est réalisé par le sculpteur toulousain Joseph Cassaigne[12].

### Parcs et jardins
- parc de l'Observatoire de Jolimont.
- jardin Félix-Tisserand.